# Harumi Yoshida
Harumi Yoshida (吉田 晴美, Yoshida Harumi) (1er janvier 1972) est une femme politique japonaise, membre de la Chambre des représentants du Japon, élue dans la huitième circonscription de Tokyo. Elle appartient tout d'abord au Parti démocrate du Japon, puis au Parti démocrate constitutionnel.

## Biographie

### Famille et éducation
Harumi Yoshida naît en 1972 à Kahoku, dans la préfecture de Yamagata. Elle est l’aînée de quatre enfants ; son père est marchand de primeurs et sa mère femme au foyer. Elle étudie à l’université Rikkyō dans la faculté de lettres.

### Carrières professionnelles
Harumi Yoshida vit de 1995 à 1998 à Singapour, alors qu'elle travaille comme hôtesse de l'air pour Singapour Airlines.
De 2007 à 2010, elle travaille dans la finance à Londres. Elle enseigne ensuite dans plusieurs universités de Tokyo,.

### Vie privée
En 2006, Harumi Yoshida guérit d'un cancer de la thyroïde.
Harumi Yoshida a une fille qui souffre de troubles du spectre autistique.

## Carrière politique
Harumi Yoshida devient membre du parti démocrate du Japon en 2010. Elle se présente sans succès à l’élection de 2017 pour la chambre basse dans la huitième circonscription de Tokyo. En 2021, cette fois sous l'investiture du Parti démocrate constitutionnel, elle remporte l’élection, face au même opposant, Nobuteru Ishihara, du parti libéral démocrate, et fait son entrée à la Diète du Japon,.
En septembre 2024, elle se présente à l’élection pour la présidence de son parti, face à Yoshihiko Noda, Yukio Edano et Kenta Izumi. Sa candidature est notamment soutenue par Naoto Kan, Yuki Waseda, Ryūhei Kawada et Noriko Ishigaki .

## Idées politiques
Harumi Yoshida plaide pour une plus grande transparences à propos des revenus et dépenses des partis politiques, et elle estime que plus de femmes devraient participer à la vie politique japonaise ou avoir des postes de direction dans les sociétés privées.
Elle suggère que la TVA ne devrait pas s'appliquer sur les produits alimentaires alors que le coût de la vie augmente.
Elle considère que l’éducation devrait être gratuite jusqu'au niveau universitaire.